# John C. Caldwell

John C. Caldwell

John Curtis Caldwell (* 17. April 1833 in Lowell, Vermont; † 31. August 1912 in Calais, Washington County) war ein Brigadegeneral der Nordstaaten während des Sezessionskrieges.

## Leben
John C. Caldwell erhielt seine erste Schulbildung in Orleans County und besuchte später das Amherst College. Er schloss sein Studium 1855 mit Auszeichnung ab und zog nach East Machias, wo er die Position des Rektors an der Washington Academy übernahm. Er behielt diese Position für die nächsten fünf Jahre und wurde ein angesehenes Mitglied der Gemeinschaft. 1857 schloss er die Ehe mit Martha Foster (1839–1911), das Paar bekam die folgenden Jahre vier Kinder.
Nach dem Angriff auf Fort Sumter im April 1861 verließ Caldwell seinen Posten und suchte ein aktives Feldkommando. Obwohl ihm jegliche militärische Erfahrung fehlte, erhielt er aufgrund seiner Verbindungen zur Republikanischen Partei am 12. November 1861 das Kommando über das 11. Maine Freiwilligen-Infanterieregiment, das der Potomac-Armee von Generalmajor George B. McClellan zugeteilt wurde.
Im Frühjahr 1862 rückten seine Truppen im Halbinsel-Feldzug nach Süden vor. Trotz seiner Unerfahrenheit machte er einen positiven Eindruck auf seine Vorgesetzten und wurde zum Kommandeur der Brigade von Brigadegeneral Oliver O. Howard gewählt, als dieser Offizier am 1. Juni in der Schlacht von Seven Pines verwundet worden war, mit dieser Aufgabe ging seine Beförderung zum Brigadegeneral einher.
Caldwell, der eine Brigade in der Division des Brigadegenerals Israel B. Richardson im Verband des II. Korps (Generalmajor Edwin V. Sumner) führte, erntete großes Lob für seine Führung während der Schlacht bei Glendale, wo er am 30. Juni die Verstärkung der Division von Brigadegeneral Philip Kearny vollzog. Caldwell und seine Truppen kamen zu spät, um an der zweiten Schlacht von Bull Run teilzunehmen, nahmen aber Anfang September am Maryland-Feldzug teil. Während der Schlacht von South Mountain am 14. September wurde seine Brigade in Reserve gehalten, kämpfte aber drei Tage später in der Schlacht von Antietam. Auf dem Feld angekommen, begann Richardsons Division, die Position der Konföderierten entlang der Sunken Road anzugreifen. Caldwells Männer verstärkten die irische Brigade von Brigadegeneral Thomas Francis Meagher, deren Vormarsch angesichts heftigen Widerstandes der konföderierten Truppen ins Stocken geraten war, und erneuerte den Angriff. Als die Kämpfe fortschritten, gelang es Truppen unter Colonel Francis C. Barlow, die Flanke der Konföderierten zu forcieren. Die Truppen von Richardson und Caldwell, die nach vorne drängten, wurden schließlich von konföderierten Verstärkungen unter Generalmajor James Longstreet gestoppt. Die Truppen von Richardson mussten sich zurückziehen, dieser General wurde dabei tödlich verwundet, worauf das Kommando über die Division kurzzeitig an Caldwell fiel, der aber bald durch Brigadegeneral Winfield S. Hancock ersetzt wurde. Obwohl im Kampf leicht verwundet, behielt Caldwell das Kommando über seine Brigade und führte sie drei Monate später in der Schlacht von Fredericksburg. Im Verlauf dieser Schlacht nahmen seine Truppen an dem katastrophalen Angriff auf Marye’s Heights teil, bei dem die Brigade über 50 % Verluste erlitt und Caldwell zweimal verwundet wurde. Obwohl es bisher gute Leistungen erbrachte, brach eines seiner Regimenter zusammen und rannte während des Angriffs davon. Dies, zusammen mit falschen Gerüchten, die während der Kämpfe bei Antietam umgingen, trübte Caldwells militärischen Ruf. Trotz dieser Umstände behielt Caldwell sein Kommando und nahm Anfang Mai 1863 an der Schlacht bei Chancellorsville teil. Während Jacksons Flankenangriff halfen seine Truppen, die Unionsfront nach der Niederlage von Howards XI. Korps zu stabilisieren, und deckten den Rückzug.
Nach der Niederlage bei Chancellorsville stieg Hancock auf, um das II. Korps zu führen und am 22. Mai 1863 übernahm Caldwell das Kommando über dessen bisherige Division. In dieser neuen Position marschierte Caldwell mit der Potomac-Armee (Generalmajor George G. Meade) nach Norden, um die Army of Northern-Virginia von General Robert E. Lee zu verfolgen.
Als Caldwells Division am Morgen des 2. Juli in Gettysburg ankam, übernahm sie zunächst eine Reserverolle hinter Cemetery Ridge. An diesem Nachmittag, als ein großer Angriff von Longstreet Truppen die Verbände von Generalmajor Daniel Sickles zu überwältigen drohte, erhielt er den Befehl, seine Division nach Süden zu ziehen, um die Unionslinie im Weizenfeld zu verstärken und die Wälder im Westen zu besetzen. Als ein Einbruch der Unionsposition bei Peach Orchard im Nordwesten erfolgte, musste sich auch Caldwells Division infolge der eigenen Flankenbedrohung zurückziehen. Im Verlauf der folgenden Kämpfe um das Weizenfeld erlitt Caldwells Division wieder schwere Verluste.
Am nächsten Tag versuchte Hancock, Caldwell vorübergehend das Kommando über das II. Korps zu übertragen, wurde jedoch von General Meade überstimmt, der es vorzog, dass ein West-Point-Absolvent den Posten erhielt. Am 3. Juli, nachdem Hancock bei der Abwehr von Picketts Charge verwundet worden war, ging das Kommando infolge des Kampfgeschehens an Caldwell über. Meade reagierte aber schnell und an diesem Abend setzte Brigadegeneral William Hays, einen West Pointer, an dessen Stelle. Nach der Schlacht von Gettysburg kritisierte der Kommandeur des V. Korps, Generalmajor George Sykes, Caldwells Führung bei Wheatfield. Von Hancock unterstützt, wurde er aber von einem Untersuchungsgericht freigesprochen, trotzdem war Caldwells Ruf dauerhaft geschädigt.
Obwohl Caldwell seine Division während des Bristoe- und Mine Run-Feldzuges im Herbst anführte, wurde er von seinem Posten entfernt, als die Potomac-Armee im Frühjahr 1864 neu organisiert wurde. Nach Washington, beordert, verbrachte Caldwell den Rest des Krieges in verschiedenen Gremien. Nach der Ermordung von Abraham Lincoln wurde er ausgewählt, in der Ehrengarde zu dienen, welche die Leiche des Präsidenten nach Springfield überführte. Im Spätherbst 1865 erhielt Caldwell in Anerkennung seiner Kriegsverdienste eine Brevet-Beförderung zum Generalmajor.
Caldwell verließ am 15. Januar 1866, erst dreiunddreißig Jahre alt, die Armee und kehrte nach Maine zurück, wo er begann, als Anwalt zu praktizieren. Nachdem er kurz in der gesetzgebenden Körperschaft des Bundesstaates gedient hatte, bekleidete er zwischen 1867 und 1869 den Posten des Generaladjutanten der Miliz von Maine. Caldwell verließ auch diese Position und erhielt eine Ernennung zum US-Konsul in Valparaiso. Er blieb fünf Jahre in Chile und erhielt später ähnliche Aufgaben in Uruguay und Paraguay. Caldwell kehrte 1882 in die Heimat zurück und nahm 1897 einen letzten diplomatischen Posten an, indem er als US-Konsul in San José (Costa Rica) diente. Er diente noch unter den Präsidenten William McKinley und Theodore Roosevelt und ging 1909 in den Ruhestand. Er starb am 31. August 1912 in Calais, als er eine seiner Töchter besuchte. Seine sterblichen Überreste wurden auf dem Rural Cemetery von St. Stephen (New Brunswick) beigesetzt.